# Maison du Cros
La maison du Cros est une maison située en France sur la commune de Tiranges, dans la région Auvergne-Rhône-Alpes.

## Localisation
La maison est située dans le département français de la Haute-Loire, sur la commune de Tiranges, dans l'ancienne région administrative d'Auvergne.

## Historique
La maison a été érigée au XVIIe siècle.

## Protection
Le portail est inscrit au titre des monuments historiques par arrêté du 23 septembre 1949.